# 무기화된 무능력
전략적 무능력(strategic incompetence)이라고도 하는 무기화된 무능력(weaponized incompetence)은 원치 않는 책임을 회피하기 위해 무능한 척하거나 의도적으로 무능력을 이용하는 개인과 관련된 대중심리학의 개념이다.

## 대중심리학에서
이 용어는 월스트리트 저널의 2007년 기사에서 재러드 샌드버그가 고안한 것으로, 그는 전략적 무능력 현상을 직원이 일터에서 원하지 않는 책임을 지지 않기 위해 자신의 능력이 부족함을 입증하는 현상으로 설명하였다. 다른 사람이 개인을 무능하다고 인식하기 시작하면 더 이상 그 사람에게 업무를 위임하지 않게 된다. 이 기사는 또한 대인 관계 및 연애 관계에서의 행동에 대해서도 논하였다.
이 개념은 고객의 기대치를 낮추어 고객을 더 쉽게 만족시킬 수 있도록 하는 "기대 관리"라는 기업 개념과 일부 유사하다.
이것은 종종 조작의 한 형태로 설명된다. 무기화된 무능력의 특징은 고의적이라는 점이다. 개인은 다른 사람이 자신의 무능함을 알아채고 그 일에 대한 책임을 지기를 바라기 때문에 의도적으로 업무를 제대로 수행하지 않고 올바른 업무 수행 방법을 배우기를 거부한다. 다른 개인은 그들이 업무를 제대로 수행하지 못한다는 좌절감 때문에 책임을 지는 데 동의하게 된다.
2021년, 교육자이자 제작자인 로라 댄저는 인기 있는 결혼 코미디 콘텐츠에서 무능력의 정상화를 강조함으로써 자신의 소셜 미디어 플랫폼에서 무기화된 무능력이라는 용어를 정의하고 대중화하였다.

### 성별과 무기화된 무능력
무기화된 무능력은 남성이 여성에게 위임된 사소한 책임을 회피하기 때문에 인간관계와 직장 내 성 불평등의 증상이자 원인이 될 수 있다. 이로 인해 여성은 덜 권위적이지만 필수적인 업무에 부담을 느끼는 반면, 남성 동료는 자존감을 높이고 승진으로 이어지는 업무에 집중하기 때문에 직장에서의 여성의 승진이 더 어려워질 수 있다.
때때로 무기화된 무능력은 가족 관계에서 가족 구성원 중 한 명이 가사나 육아 등 집안일을 피하기 위해 무능력을 이용할 수 있는 불평등한 분업을 설명하는 데 사용된다. 특히, 남성이 "여성의 일"로 간주되는 영역에서 무능한 척하거나 무능함을 유지하여 여성 파트너가 가사 노동의 대부분을 수행하도록 만들어 "게으른 남편"이라는 비유에 기여하는 상황을 설명하는 데 쓰인다. 또한 전략적 무능력은 조직, 가족 관계 유지 노력, 사회 계획에 대한 책임을 회피하는 데 사용될 수 있다.
이러한 행동은 양육자 및 조직자로서 여성의 역할에 대한 가부장적 기대에 뿌리를 두고 있다. 이로 인해 일부 여성은 파트너가 하지 않는다는 이유로 추가적인 가사와 감정 노동의 부담을 떠안게 될 수 있다. 불공평한 분업은 파트너 사이에 분노나 적개심을 불러일으킬 수 있다.

### 인종과 무기화된 무능력
이 개념은 인종 격차에도 적용되는데, 소수 인종은 다수 인종보다 다양성 및 포용과 관련된 문제에 대해 더 많은 교육을 받고 적극적으로 참여해야 하는 것으로 요구받는다.

## 대중문화에서
무기화된 무능력에 대한 논의는 2023년 소셜 미디어 플랫폼 틱톡에서 화두에 올랐다.

## 같이 보기
- 가스라이팅
- 다른 사람의 문제
- 벅 패싱